# 대한민국 형사소송법 제296조의2
대한민국 형사소송법 제296조의2는 피고인신문에 대한 형사소송법의 조문이다.

## 조문
제296조의2(피고인신문) ① 검사 또는 변호인은 증거조사 종료 후에 순차로 피고인에게 공소사실 및 정상에 관하여 필요한 사항을 신문할 수 있다. 다만, 재판장은 필요하다고 인정하는 때에는 증거조사가 완료되기 전이라도 이를 허가할 수 있다.
②재판장은 필요하다고 인정하는 때에는 피고인을 신문할 수 있다.
③제161조의2제1항부터 제3항까지 및 제5항은 제1항의 신문에 관하여 준용한다.
[본조신설 2007.6.1.]

## 참고 문헌
- 손동권 신이철, 새로운 형사소송법(초판, 2013), 세창, 2013. ISBN 9788984114081